# バラ油

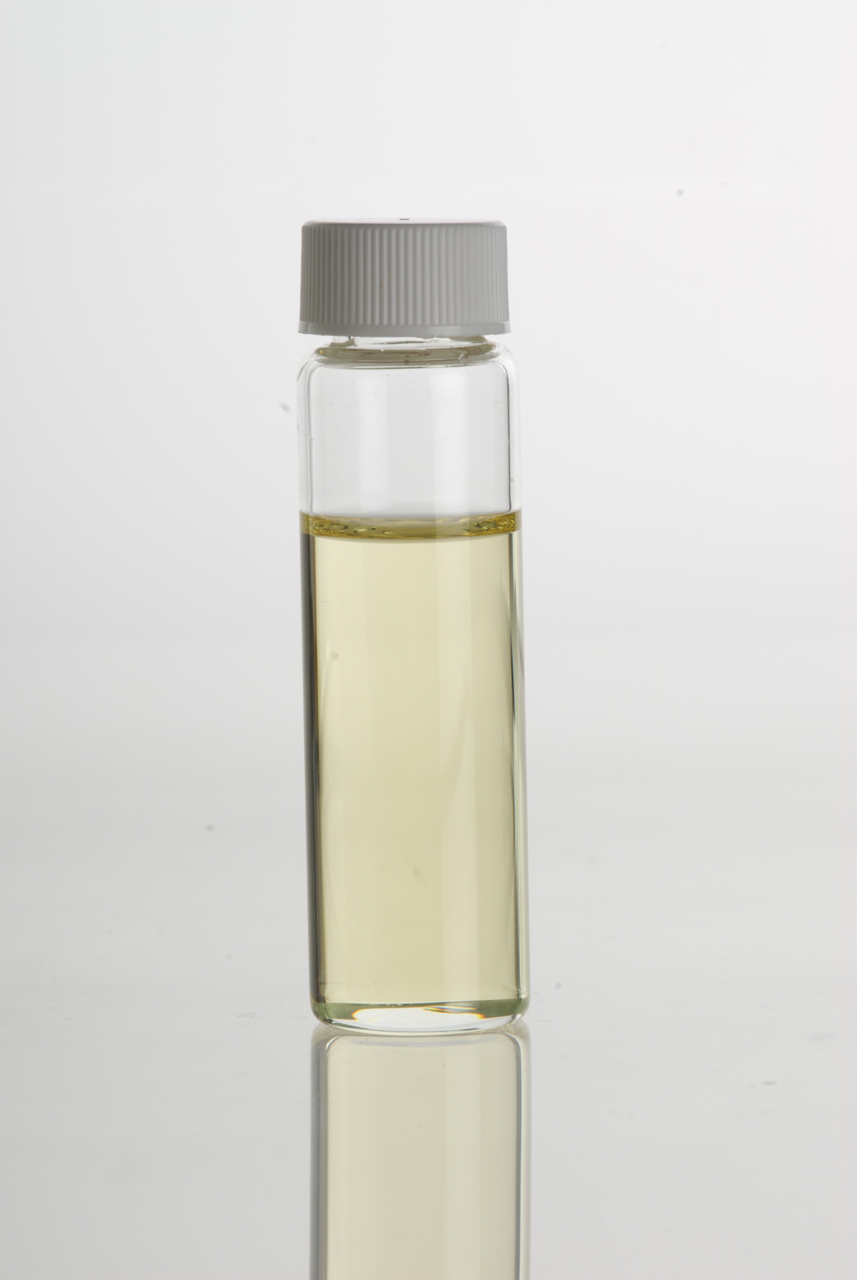
ローズオイル

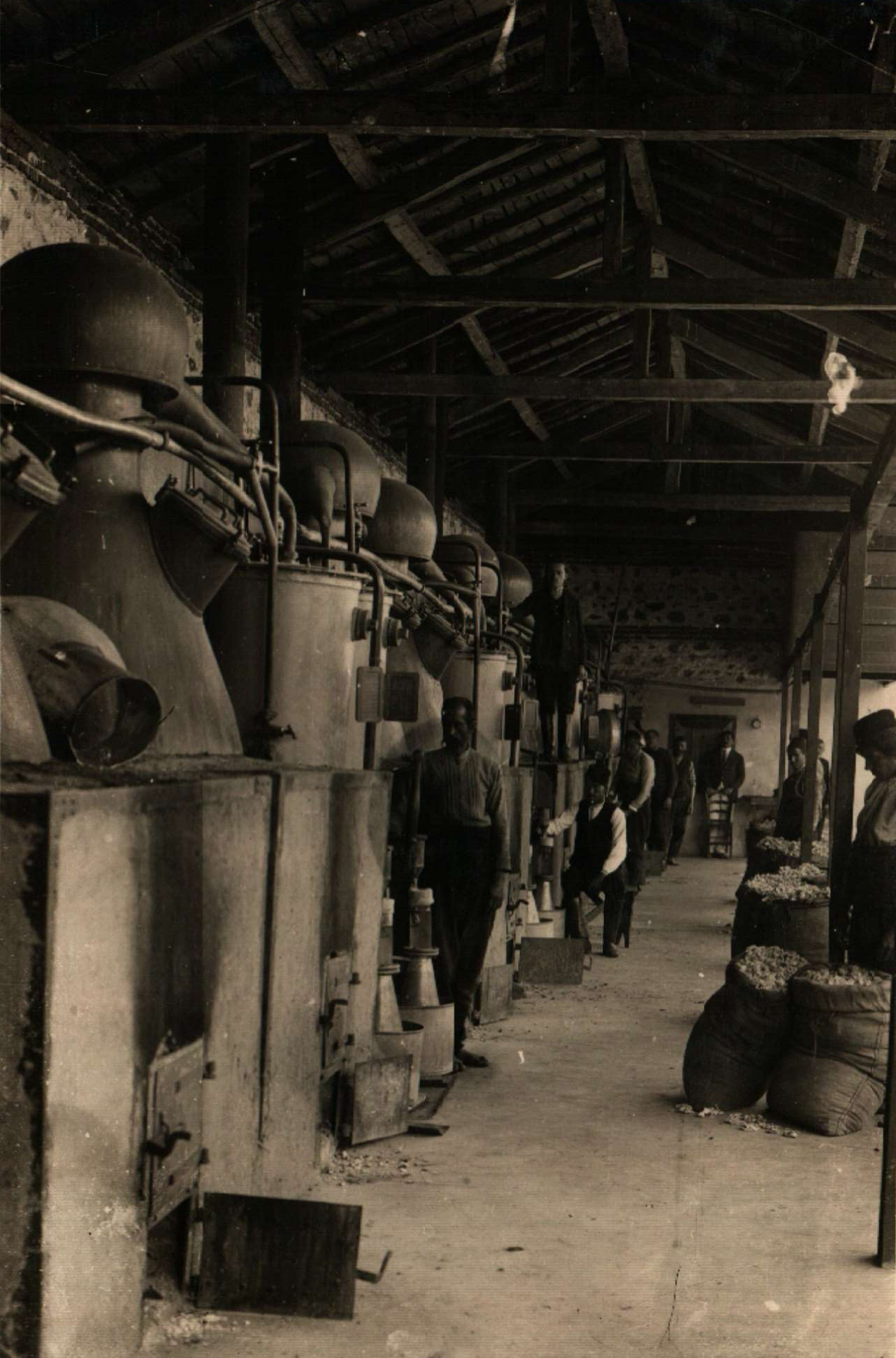
ブルガリアにあるバラ油工場

バラ油（バラゆ、薔薇油）、バラ精油（薔薇精油）、ローズオイル（英：Rose oil）は、バラの花から抽出される揮発性の油で、バラの芳香を持つ。厳密には精油とアブソリュートがあり、精油は水蒸気蒸留によって抽出され、アブソリュートは溶剤又は超臨界二酸化炭素を用いた抽出によって得られる。昔のローズアブソリュートは、精製した豚油などの油脂と共に花を加熱して油脂に香りを移し、エタノールで抽出するアンフルラージュ（温浸法、熟成法）で抽出されていた。
抽出法や原料のバラの品種の違いで、成分組成、芳香が異なる。ローズオットー、モロッコローズの精油、ダマスクローズ、ブルガリアローズのアブソリュートなどがある。ダマスクローズのアブソリュートは精油の女王と言われ、感情を落ち着かせる作用があるとされる。精油、アブソリュート共に香料として多くの食品に添加される。香水にも広く利用されており、ローズオットーの精油は、フローラル系に使う場合、少量でもかなりの効果が見られる。
水蒸気蒸留の副産物として、バラの芳香を持つ芳香蒸留水（ハイドロゾル）バラ水（薔薇水、ローズウォーター）が得られる。多くの場合、芳香蒸留水に含まれる精油も、溶剤を使って抽出される。

## 混入
1オンス（約30mL）のローズオイルを作るには、数ポンド（1ポンドは約0.45kg）の花びらが必要である。生産の平均収率は抽出方法と花の種類によって幅があるが、1:1500〜1:10,000の範囲に収まる。ローズオイルは非常に高額であり、精巧な偽和の技術が確立している。精油は、主成分であるゲラニオールが多いテンジクアオイ属の通称ローズゼラニウム（和名ニオイテンジクアオイ）や、パルマローザの精油の混入が頻繁に行われる。アブソリュートは合成のパルマローザ油成分や、ペルーバルサム油などによる希釈が行われる。市販されるバラ油の多くは完全な合成精油である。